# 坂田明音
坂田 明音（さかた あかね、6月17日 - ）は、日本の女性声優、ミクメイトライバー、アイドル、モデル。熊本県出身。EARLY WING準所属。2023年5月から12月までアイドルグループ「あの日のスピカ」で活動していた（黄色担当）。

## 人物
趣味・特技に配信（ミクメイトアワード2024 1000万PT達成賞受賞）、動画作り、大食い、長時間耐久配信（最長30時間）、元気よく歌うことを挙げる。

## 出演

### 吹き替え映画
- スーパーティーチャー 熱血格闘（2018年）

### 吹替アニメ
- ブレッドバーバーショップ（2022年、イチゴミルク、クッキー、タルト君、ティラミス他）
- My favorite towels（2025年、サマンサ）
- ネコのクラちゃん ～Ordinary days～（2025年、メインヘルド）

### 吹替ドラマ
- ヨルムが好きな件（2025年）

### ゲーム
- 刻のイシュタリア（赤月の異能者ミラナ）
- 大戦乱!!三国志バトル（柳朱）
- ラストピリオド

### デジタルコミック
- モトカレ←リトライ（2022年）
- なぎむぎ[2]「付き合ってなさそうで付き合ってる奴らと、付き合ってそうで付き合ってない奴ら」（2025年、奥谷華）

### 舞台
- ガールズハイパーミュージカル「タイラー△」
- 朗読劇「涙箱 vol.8〜忘れスガレル彼岸花〜」（山下浩美）（2024年）

### ナレーション
- ニッポン放送「オールナイトニッポン」内ミクチャCM（2022年）
- ラジオ大阪「サクラバシ919ミクチャ春SP」内ミクチャCM（2023年）

### モデル
- TOKYO CROSSROADS 2023 A/W ランウェイモデル（2023年）
- Freedom BAY 2023 千葉 ランウェイモデル（2023年）
- ファイトフィット渋谷宮益坂 看板&WEBモデル
- 美少女図鑑DAY2024 渋谷109ランウェイモデル（2024年）
- Zipper Premium 掲載（2025年）
- 「SMALL WORLDS」公式フォトジェニックブック 掲載（2025年）

### その他
- WEB番組「ミクチャSHOW TIME」
- LIVER EXPO
- ~大人の文化祭~ライバーフェス
- 吹田市広報番組
- 聖★めろんぱんぬ学園 ゲスト出演（2021年）
- ミクデミーアワード2022 最終決戦進出（2022年）
- ふるさとアンバサダー2023 入賞（2023年）
- 銀座駅内ビジョンミクチャCM（2023年）
- ペンギンのいる歌Fes（2023年）
- 渋谷クロスFM「ミート ザ イロンナヒト」（2023年）
- ラジオ大阪「岩田光央・鈴村健一 スウィートイグニッション」ゲスト出演（2024年）
- TOKYO MX「D4DJTV side：nova」(2024年、特別リポーター出演)
- ラグナドール TVCM／ミクチャ篇01（2024年）
- Tokyo Star Radio「すずかとのんとひできと愉快な仲間たち!!」（2024 - 出演中）
- ぼのぼの 公式チャンネル（2025年）